# دي بي إس بنك
دي بي اس بنك هي شركة للخدمات المصرفية والمالية متعددة الجنسيات في سنغافورة ومقرها في خليج مارينا ، سنغافورة . كانت الشركة تعرف باسم بنك التنمية في سنغافورة المحدودة ، قبل اعتماد الاسم الحالي في 21 يوليو 2003 لتعكس دورها المتغير كبنك عالمي.
تم إنشاء البنك من قبل حكومة سنغافورة في 16 يوليو 1968 لتولي أنشطة التمويل الصناعي من مجلس التنمية الاقتصادية . اليوم ، يمكن العثور على فروعها التي يبلغ عددها أكثر من 100 في جميع أنحاء الجزيرة. دي بي اس بنك هو أكبر بنك في جنوب شرق آسيا من حيث الأصول ومن بين البنوك الأكبر في آسيا ، حيث بلغ إجمالي الأصول 518 مليار دولار سنغافوري في 31 ديسمبر 2017. ولديها مناصب مهيمنة على السوق في الخدمات المصرفية الاستهلاكية ، والخزانة والأسواق ، وإدارة الأصول ، والسمسرة في الأوراق المالية ، والأسهم ، وجمع أموال الديون في سنغافورة وهونغ كونغ وتايوان . أكبر مساهم مسيطر على دي بي اس بنك هو تماسيك القابضة ، ثاني أكبر صندوق للثروة السيادية في سنغافورة (بعد جي اي سي ). اعتبارًا من 31 مارس 2018 ، تمتلك تماسيك القابضة 29 ٪ من أسهم دي بي اس بنك.
مكانة رأس المال القوية للبنك ، وكذلك التصنيف الائتماني "AA-" و "Aa1" من قبل ستاندرد آند بورز وموديز التي تعد من بين أعلى المعدلات في منطقة آسيا والمحيط الهادئ ، حصل على جائزة «البنك الأكثر أمانًا في آسيا» من جلوبال فينانس لمدة ستة سنوات متتالية ، من 2009 إلى 2015.  حصل البنك أيضًا على جائزة أفضل بنك رقمي في العالم في عام 2016 من يورومني. في يوليو 2019 ، أصبح أول بنك على الإطلاق يحمل ثلاثة من أفضل البنوك العالمية المرموقة (دي بي اس بنك ، جلوبال فينانس ، ذا بانكر). بالإضافة إلى ذلك ، تم إدراجه في مؤشر داو جونز للاستدامة في آسيا والمحيط الهادئ منذ 2 أكتوبر 2018 ، مما يجعله أول بنك في جنوب شرق آسيا يقوم بذلك. كانت DBS واحدة من أولى الشركات في سنغافورة التي تم الاعتراف بها لجهود المساواة بين الجنسين جنبًا إلى جنب مع  تطوير المدينة المحدودة في أول مؤشر بلومبرج للمساواة بين الجنسين (GEI) تم نشره في 2018.
من خلال عملياته في 17 سوقًا ، يمتلك البنك شبكة إقليمية تمتد إلى أكثر من 250 فرعًا وأكثر من 1100 جهاز صراف آلي في 50 مدينة. 

## العمليات الدولية
يمتلك البنك فروعًا ومكاتب في أستراليا والبر الرئيسي للصين ودبي ومنطقة هونغ كونغ الإدارية الخاصة والهند وإندونيسيا واليابان وكوريا الجنوبية وماليزيا وميانمار والفلبين وتايوان وتايلاند وفيتنام والمملكة المتحدة والولايات المتحدة . 

## البنك الإسلامي الآسيوي
أطلق بنك دي بي اس البنك الإسلامي الآسيوي (IB Asia) في 7 مايو 2007 ، بعد الحصول على موافقة رسمية من سلطة النقد في سنغافورة للحصول على ترخيص مصرفي كامل. يشمل المساهمون المؤسسون لشركة أي بي اسيا دي بي اس غالبية المساهمين و 34 مستثمرًا من الشرق الأوسط من عائلات بارزة ومجموعات صناعية من دول مجلس التعاون الخليجي. 
في 14 سبتمبر 2015 ، أعلن بنك دي بي اس أنه سيوقف أي بي تدريجيًا لأنه لم يكن قادرًا على تحقيق وفورات الحجم عند تشغيله ككيان واحد. وقدرت العملية أن تستغرق حوالي 2 إلى 3 سنوات ،  مع قيام بنك دي بي اس بتطوير منتجاته المصرفية المتوافقة مع الشريعة الإسلامية بدلاً من ذلك. 